# Kongens Nytorv

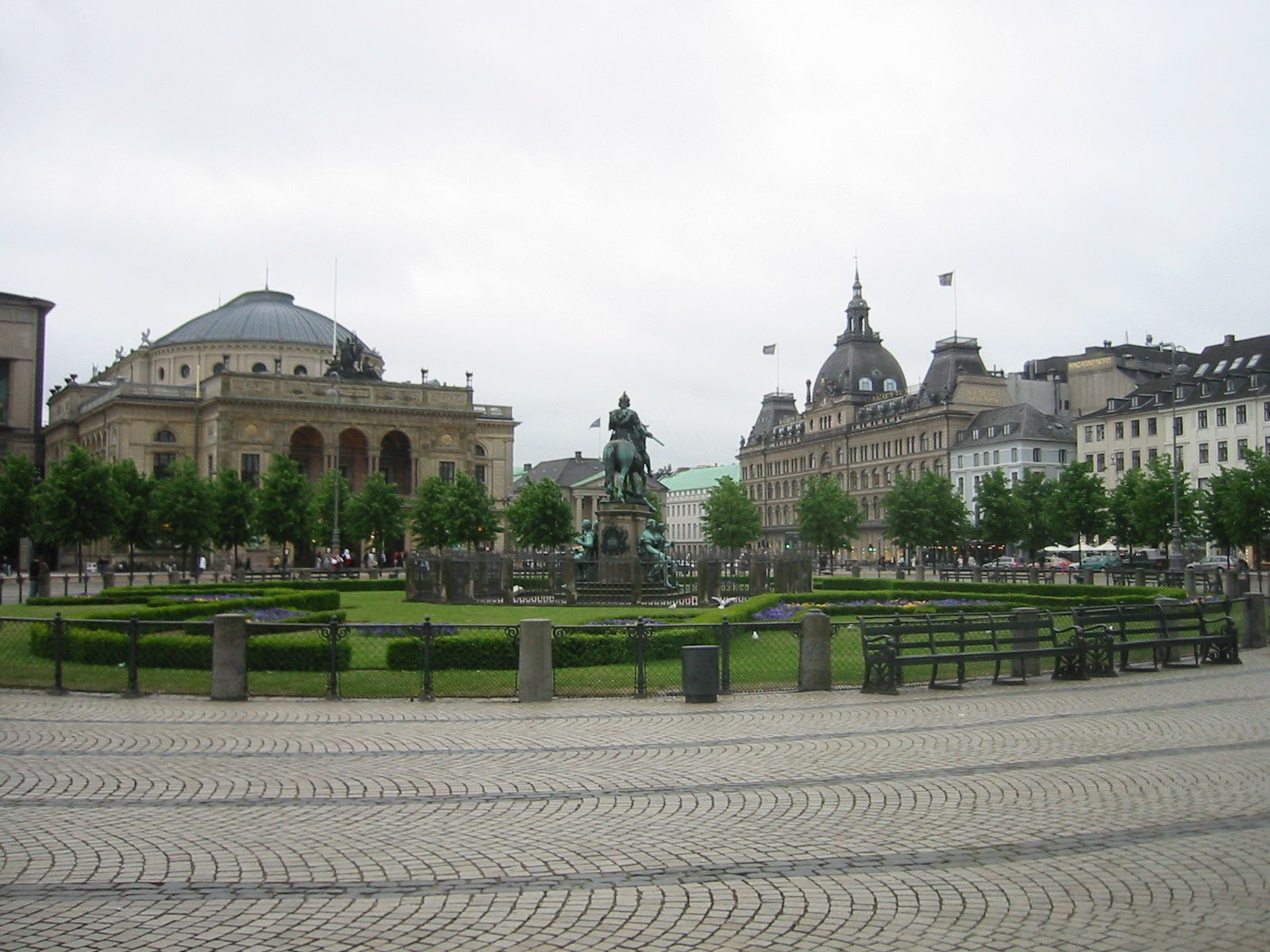
Kongens Nytorv mit Königlichem Theater und dem Kaufhaus Magasin du Nord im Hintergrund

Der Kongens Nytorv (dt. „des Königs Neumarkt“) ist der größte Platz in der Innenstadt von Kopenhagen in Dänemark. Er verbindet die Einkaufsstraße Strøget mit der Restaurantmeile Nyhavn.
Der Kongens Nytorv wurde auf Geheiß König Christians V. ab 1680 als repräsentativer Platz am Rande der damaligen Altstadt angelegt. Der unregelmäßige Platz wird bis heute von verschiedenen Palais und öffentlichen Gebäuden gesäumt. Im Mittelpunkt einer elliptischen Grünfläche steht eine vom Bildhauer Abraham César Lamoureux geschaffene Reiterstatue des Königs, von den Kopenhagenern nur „das Pferd“ genannt.
Der Platz bildet heute einen wichtigen Verkehrsknotenpunkt in der dänischen Hauptstadt, hier liegt auch der Bahnhof Kongens Nytorv der Metro Kopenhagen.

## Geschichte

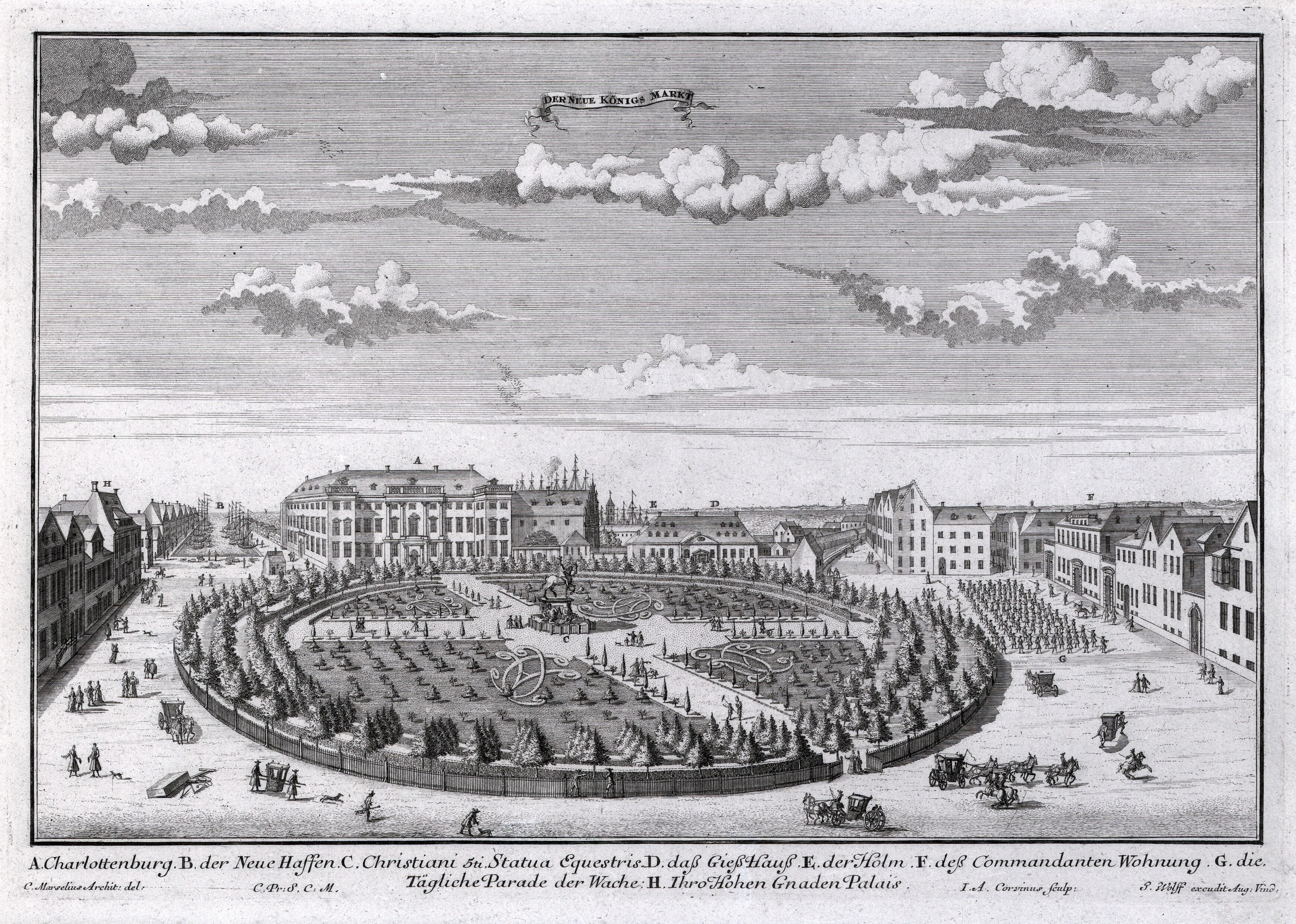
Der Neue Königs Markt. Kupferstich vom Anfang des 18. Jahrhunderts.

Bis Mitte des 17. Jahrhunderts lag das Areal des späteren Kongens Nytorv außerhalb der Kopenhagener Stadtbefestigung, deren östlicher Wall Østervold  (deutsch Osterwall) am westlichen Rand des heutigen Platzes verlief, wobei sich am Ende der Straße Østergade (deutsch Osterstraße) das östliche Stadttor Østerport (deutsch Ostertor) befand. Nachdem das Stadttor und die Wälle verlegt worden waren, blieb das Areal des zukünftigen Platzes zunächst unbebaut mit halb abgerissenen Wällen, riesigen Erdhaufen und Pflügen. Auf Geheiß König Christians V. wurde der Kongens Nytorv aber ab 1670 als repräsentativer Paradeplatz am Rande der damaligen Altstadt angelegt.

## Bauwerke

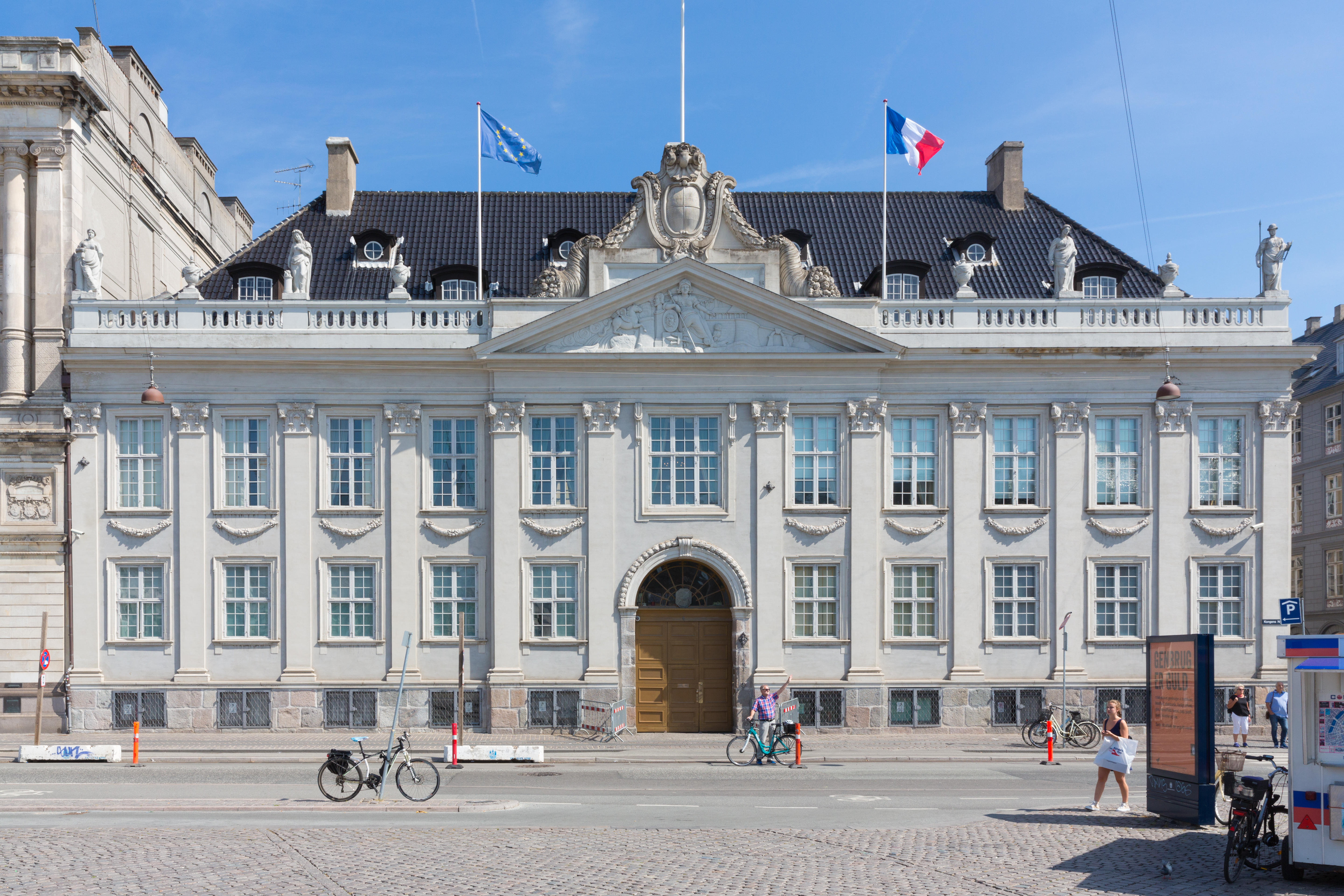
Thotts Palais am Kongens Nytorv

Zu den bedeutendsten Bauwerken am Kongens Nytorv gehören:
- Königliches Theater
- Schloss Charlottenborg mit der Königlich Dänischen Kunstakademie
- Kaufhaus Magasin du Nord
- Thotts Palais, Sitz der französischen Botschaft
- das Hotel D’Angleterre, von 1940 bis 1945 Hauptquartier der deutschen Besatzer